# ITF Women’s Circuit 2011 (Januar–März)
In den folgenden Tabellen werden die Tennisturniere des ersten Quartals des ITF Women’s Circuit 2011 dargestellt.

## Turnierplan
| Kategorien |
| ---------- |
| $100.000   |
| $75.000    |
| $50.000    |
| $25.000    |
| $10.000    |

### Januar
| Datum 1 | Turnierort          | Siegerin Einzel           | Siegerinnen Doppel                        |
| ------- | ------------------- | ------------------------- | ----------------------------------------- |
| 03.01.  | Quanzhou            | Lu Jingjing               | Liu Wanting Sun Shengnan                  |
| 03.01.  | Saint Martin        | Céline Cattaneo           | Elizabeth Lumpkin Nina Munch-Søgaard      |
| 10.01.  | Pingguo             | Lu Jingjing               | Shūko Aoyama Rika Fujiwara                |
| 10.01.  | Plantation          | Sharon Fichman            | Ahsha Rolle Mashona Washington            |
| 10.01.  | Le Gosier           | Gail Brodsky              | Amanda McDowell Nina Munch-Søgaard        |
| 10.01.  | Glasgow             | Jasmina Tinjić            | Ulrikke Eikeri Isabella Schinikowa        |
| 17.01.  | Muzaffarnagar       | Tadeja Majerič            | Rushmi Chakravarthi Poojashree Venkatesha |
| 17.01.  | Lutz                | Laura Siegemund           | Ahsha Rolle Mashona Washington            |
| 17.01.  | Andrézieux-Bouthéon | Mona Barthel              | Darija Jurak Walerija Sawinych            |
| 17.01.  | Tallinn             | Michaela Hončová          | Veronika Domagala Natalia Kolat           |
| 17.01.  | Stuttgart           | Jana Čepelová             | Daniëlle Harmsen Marina Melnikowa         |
| 17.01.  | Wrexham             | Anna Fitzpatrick          | Anna Fitzpatrick Jade Windley             |
| 24.01.  | Grenoble            | Marta Domachowska         | Stéphanie Cohen-Aloro Selima Sfar         |
| 24.01.  | Tallinn             | Anett Kontaveit           | Tamara Čurović Yevgeniya Kyrvoruchko      |
| 24.01.  | Kolkata             | Mari Tanaka               | Nicole Clerico Dalila Jakupović           |
| 24.01.  | Kaarst              | Sarah Gronert             | Nikola Fraňková Tereza Hladíková          |
| 24.01.  | Bucaramanga         | Aleksandrina Najdenowa    | Catalina Castaño Viky Núñez Fuentes       |
| 31.01.  | Rabat               | Nina Brattschikowa        | Eva Hrdinová Karin Knapp                  |
| 31.01.  | Burnie              | Eugenie Bouchard          | Natsumi Hamamura Erika Takao              |
| 31.01.  | Rancho Santa Fe     | Michelle Larcher de Brito | Julie Ditty Mervana Jugić-Salkić          |
| 31.01.  | Sutton              | Kristina Mladenovic       | Emma Laine Melanie South                  |
| 31.01.  | Majorca             | Ekaterine Gorgodse        | Yera Campos Molina Alejandra Sala Juste   |
| 31.01.  | Coimbra             | Rocío de la Torre-Sanchez | Kim Grajdek Barbara Sobaszkiewicz         |

### Februar
| Datum 1 | Turnierort                              | Siegerin Einzel         | Siegerinnen Doppel                           |
| ------- | --------------------------------------- | ----------------------- | -------------------------------------------- |
| 07.02.  | Cali Copa Bionaire 2011                 | Irina-Camelia Begu      | Irina-Camelia Begu Elena Bogdan              |
| 07.02.  | Midland Dow Corning Tennis Classic 2011 | Lucie Hradecká          | Jamie Hampton Anna Tatischwili               |
| 07.02.  | Rancho Mirage                           | Ashley Weinhold         | Karolína Plíšková Kristýna Plíšková          |
| 07.02.  | Stockholm                               | Kristina Mladenovic     | Arantxa Rus Nastassja Jakimawa               |
| 07.02.  | Antalya                                 | Carolina Pillot         | Teodora Mirčić Marina Shamayko               |
| 07.02.  | Mallorca                                | Lara Arruabarrena       | Daniëlle Harmsen Scarlett Werner             |
| 07.02.  | Vale do Lobo                            | Alison Van Uytvanck     | Rocío de la Torre-Sánchez Olga Sáez Larra    |
| 07.02.  | Buenos Aires                            | Catalina Pella          | Verónica Cepede Royg Luciana Sarmenti        |
| 14.02.  | Surprise                                | Mónica Puig             | Shūko Aoyama Remi Tezuka                     |
| 14.02.  | Mallorca                                | Iryna Kurjanowitsch     | Iryna Burjatschok Iryna Kurjanowitsch        |
| 14.02.  | Antalya                                 | Christina Shakovets     | Irina Glimakowa Polina Monowa                |
| 14.02.  | Leimen                                  | Gioia Barbieri          | Martina Borecká Petra Krejsová               |
| 14.02.  | Albufeira                               | Lesley Kerkhove         | wegen Regens gestrichen                      |
| 14.02.  | Aurangabad                              | Vlada Ekshibarova       | Varatchaya Wongteanchai Varunya Wongteanchai |
| 14.02.  | Buenos Aires                            | Verónica Cepede Royg    | Verónica Cepede Royg Luciana Sarmenti        |
| 21.02.  | Mildura                                 | Hsieh Su-wei            | Casey Dellacqua Olivia Rogowska              |
| 21.02.  | Antalya                                 | Dia Ewtimowa            | Liang Chen Tian Ran                          |
| 21.02.  | Zell am Harmersbach                     | Nina Zander             | Kim Kilsdonk Nicolette van Uitert            |
| 21.02.  | Portimão                                | Ani Mijačika            | Ani Mijačika Amra Sadikovic                  |
| 21.02.  | Mumbai                                  | Varatchaya Wongteanchai | Kanae Hisami Li Ting                         |
| 28.02.  | Sydney                                  | Yurika Sema             | Casey Dellacqua Olivia Rogowska              |
| 28.02.  | Hammond                                 | Madison Brengle         | Julie Ditty Christina Fusano                 |
| 28.02.  | Lyon                                    | Anna Remondina          | Maria Abramović Sopia Kwazabaia              |
| 28.02.  | Antalya                                 | Cristina Dinu           | Liang Chen Tian Ran                          |

### März
| Datum 1 | Turnierort                           | Siegerin Einzel              | Siegerinnen Doppel                           |
| ------- | ------------------------------------ | ---------------------------- | -------------------------------------------- |
| 07.03.  | Clearwater                           | Ajla Tomljanović             | Kimberly Couts Līga Dekmeijere               |
| 07.03.  | Irapuato                             | Marina Eraković              | Tímea Babos Johanna Konta                    |
| 07.03.  | Dijon                                | Alison Van Uytvanck          | Martina Borecká Petra Krejsová               |
| 07.03.  | Antalya                              | Bibiane Schoofs              | Daniëlle Harmsen Bibiane Schoofs             |
| 07.03.  | Madrid                               | Lara Arruabarrena            | Nicole Clerico Leticia Costas                |
| 07.03.  | Concepción                           | Aleksandrina Najdenowa       | Alexandra Hirsch Amanda McDowell             |
| 14.03.  | Nassau The Bahamas Women’s Open 2011 | Nastassja Jakimawa           | Natalie Grandin Vladimíra Uhlířová           |
| 14.03.  | Sanya                                | Zhang Ling                   | Iryna Brémond Ani Mijačika                   |
| 14.03.  | Amiens                               | Nastassya Burnett            | Paula Kania Barbara Sobaszkiewicz            |
| 14.03.  | Antalya                              | Cristina Dinu                | Pemra Özgen Sandra Zaniewska                 |
| 14.03.  | Madrid                               | Julia Mayr                   | Evelyn Mayr Julia Mayr                       |
| 14.03.  | Fällanden                            | Myriam Casanova              | Xenia Knoll Amra Sadiković                   |
| 14.03.  | Bath                                 | Marta Sirotkina              | Giulia Gatto-Monticone Anastasia Grymalska   |
| 14.03.  | Metepec                              | Teliana Pereira              | Surina de Beer Romana Tedjakusuma            |
| 14.03.  | Miyazaki                             | Kanae Hisami                 | Mari Inoue Ayumi Oka                         |
| 14.03.  | Santiago de Chile                    | Paula Ormaechea              | Maria Fernanda Alves Paula Ormaechea         |
| 21.03.  | Bath                                 | Stefanie Vögele              | Tímea Babos Anne Kremer                      |
| 21.03.  | Moskau                               | Ljudmyla Kitschenok          | Ljudmyla Kitschenok Nadija Kitschenok        |
| 21.03.  | Namangan                             | Jasmina Tinjić               | Nigina Abduraimova Albina Xabibulina         |
| 21.03.  | Kunming                              | Iryna Brémond                | Shūko Aoyama Rika Fujiwara                   |
| 21.03.  | Gonesse                              | Anne Schäfer                 | Gioia Barbieri Anastasia Grymalska           |
| 21.03.  | Antalya                              | Réka-Luca Jani               | Ilona Kremen Demi Schuurs                    |
| 21.03.  | Madrid                               | Estrella Cabeza Candela      | Lucía Cervera Vázquez Benedetta Davato       |
| 21.03.  | Poza Rica de Hidalgo                 | María Fernanda Álvarez Terán | Macall Harkins Nicole Rottmann               |
| 21.03.  | Rancagua                             | Aleksandrina Najdenowa       | Andrea Benitez Raquel Piltcher               |
| 28.03.  | Monzón                               | Petra Cetkovská              | Jelena Bowina Walerija Sawinych              |
| 28.03.  | Wenshan                              | Iryna Brémond                | Shūko Aoyama Rika Fujiwara                   |
| 28.03.  | Ipswich                              | Sally Peers                  | Casey Dellacqua Olivia Rogowska              |
| 28.03.  | Pelham                               | Marina Erakovic              | Līga Dekmeijere Marie-Ève Pelletier          |
| 28.03.  | Buenos Aires                         | Patricia Mayr-Achleitner     | María Fernanda Álvarez Terán Paula Ormaechea |
| 28.03.  | Antalya                              | Ekaterina Gorgodze           | Cristina Dinu Andreea Văideanu               |
| 28.03.  | Neu-Delhi                            | Céline Cattaneo              | Anja Prislan Kyra Shroff                     |
| 28.03.  | Astana                               | Jekaterina Jaschina          | Anastasiya Prenko Jekaterina Jaschina        |
| 28.03.  | Ribeirão Preto                       | Irina Chromatschowa          | Gabriela Cé Irina Chromatschowa              |